# SM U-107
SM U-107 var en Typ U-93 ubåt som tjänstgjorde i den kejserliga tyska flottan under första världskriget. U-107 sänkte 7 handelsfartyg på totalt 25 747 ton.

## Design
De tyska ubåtarna av Typ U 93 föregicks av de kortare ubåtarna av Typ U-87. U-107 hade ett deplacement på 798 ton vid ytan och 1.000 ton under vatten. Hon hade en total längd på 71,55 meter, en bredd på 6,30 meter, en höjd på 8,25 meter och ett djupgående på 3,94 meter. Ubåten drevs av två motorer på 2.400 hästkrafter (1 800 kW; 2 400 shp) för användning vid ytan och två motorer på 1 200 hästkrafter (880 kW; 1 200 shp) för användning under ytan. Fartyget hade två propelleraxlar. Fartyget kunde operera på upp till 50 meters djup.
Ubåten kunde nå en hastighet på 16,4 knop (30,4 km/h) på ytan och 8,4 knop (15,6 km/h) under ytan. Under vatten kunde hon färdas 50 nautiska mil (93 km) i 5 knop (9,3 km/h); när hon var uppe på ytan kunde hon färdas 9 280 nautiska mil (17 190 km) i 8 knop (15 km/h). U-107 var utrustad med sex torpedtuber på 50 centimeter (fyra i fören och två i aktern), tolv till sexton torpeder, en 10,5 cm SK L/45 däckskanon och en 8,8 cm SK L/30 däckskanon. Hon hade en besättning på trettiosex personer (trettiotvå sjömän och fyra officerare).

## Sänkta eller skadade fartyg
| Datum           | Namn        | Nationalitet   | Tonnage | Öde    |
| --------------- | ----------- | -------------- | ------- | ------ |
| 21 oktober 1917 | Epiros      | Grekland       | 1,084   | Skadad |
| 14 april 1918   | Marstonmoor | Storbritannien | 2,744   | Sänkt  |
| 29 jui 1918     | Castor I    | Norge          | 117     | Sänkt  |
| 15 augusti 1918 | Cubore      | USA            | 7,117   | Sänkt  |
| 18 augusti 1918 | Idaho       | Storbritannien | 3,023   | Sänkt  |
| 21 augusti 1918 | Lake Edon   | USA            | 2,371   | Sänkt  |
| 24 augusti 1918 | Flavia      | Storbritannien | 9,291   | Sänkt  |